# شرطة جوية

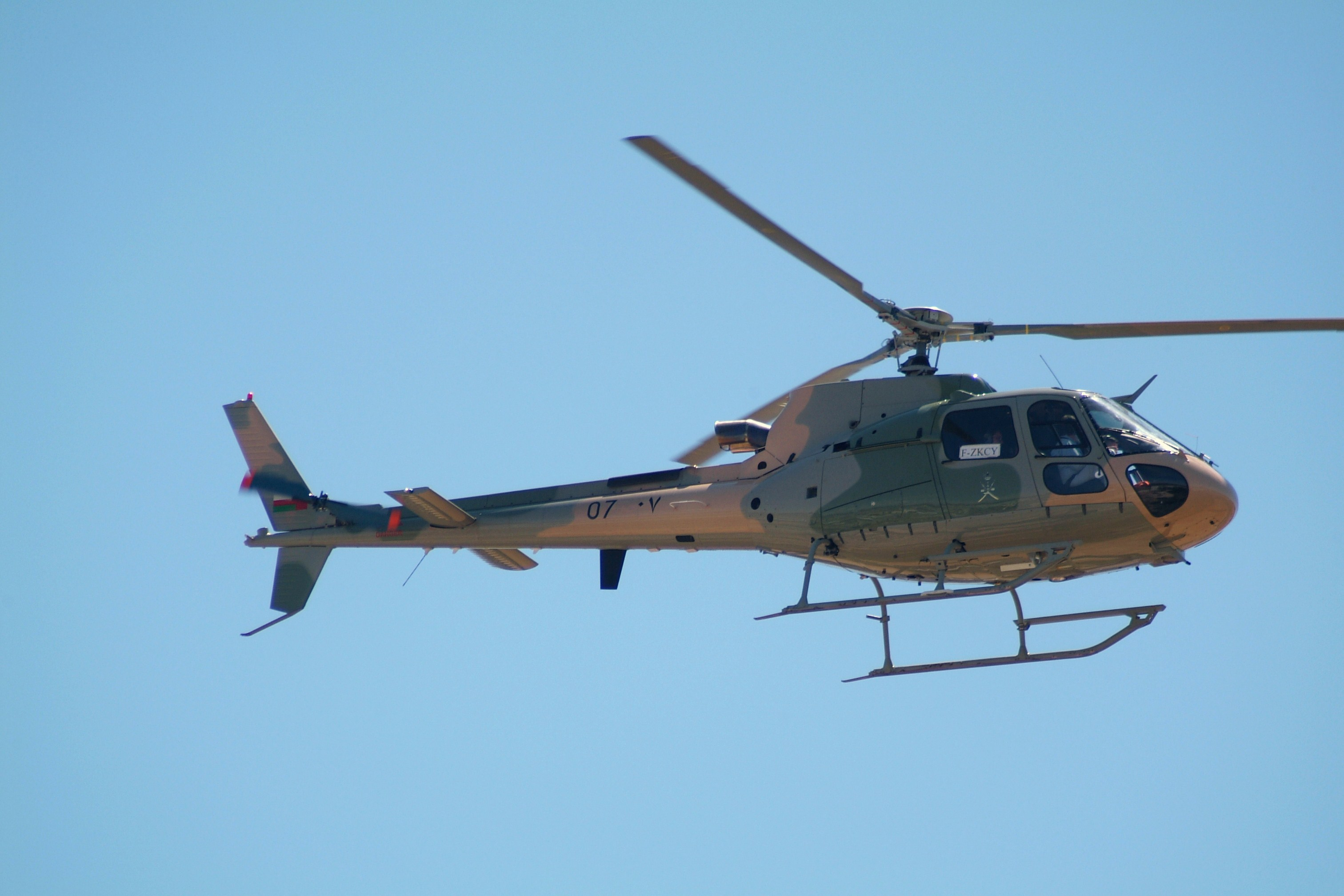
مروحية تابعة لشرطة عمان السلطانية.

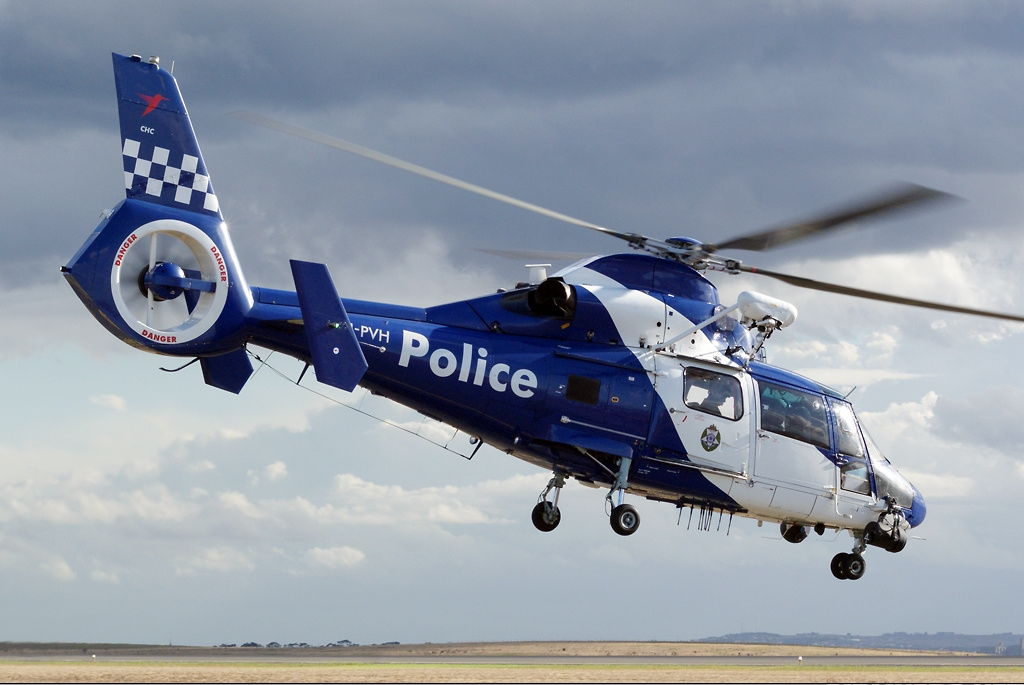
مروحية من طراز يوروكوبتر تابعة لجهاز شرطة ولاية فيكتوريا الأسترالية

الشرطة الجوية جهاز تابع لإدارة الشرطة يستعمل الطائرات بأنواعها لتنفيذ مهام معينة أو لمتابعة الوضع الأمني، وتستعمل غالبا المروحيات.

## حسب البلد

### الأردن
كان الجناح الجوي للأمن العام الأردني أقدم شرطة جوية عربية؛ إذ تأسست عام 1986، لكنها ألغيت عام 2021 ونُقل ملاكها لصالح سلاح الجو الأردني.

### مصر
أطلقت خدمة الشرطة الجوية في شهر يناير من سنة 2013م بمحافظة القاهرة.

### السعودية
أطلقت خدمة الشرطة الجوية في شهر سبتمبر من سنة 2000م ولكن لم تستخدم ألا نادرا